# Le Royaume des fées
Ne doit pas être confondu avec Le Royaume des fées (téléfilm).
Pour plus de détails, voir Fiche technique et Distribution.
Le Royaume des fées est un film réalisé par Georges Méliès, sorti en 1903.

## Argument
La princesse Azurine est fiancée au prince Bel-Azor en présence des fées-marraines. Mais le Roi a oublié d'inviter la Sorcière qui, furieuse, se venge en faisant enlever Azurine pendant son sommeil. Bel-Azor se lance à sa recherche avec l'aide de la fée Aurora. Après bien des aventures et des épreuves, il la délivre et l'épouse au milieu des réjouissances de la Cour.

## Fiche technique
- Titre original : Le Royaume des fées / Au Royaume des fées
- Titre alternatif : L'Empire de Neptune
- Titre anglais : The Kingdom of fairies
- Réalisation : Georges Méliès
- Scénario : Georges Méliès d'après une féérie du Théâtre du Châtelet
- Image : Théophile Michault et Maurice Astaix
- Son : film muet
- Décors : Georges Méliès
- Production : Star Film
- Format : version noir et blanc et version coloriée - 1.33.1 - 35 mm
- Genre : féérie en 32 "tableaux"
- Durée : 16 minutes
- Tournage au Studio Méliès de Montreuil-sous-Bois
- Date de sortie : septembre 1903 à Paris, Londres et New-York
- Édité en DVD par Lobster Film.

## Interprétation
- Georges Méliès : le prince Bel-Azor
- Marguerite Thévenard : la princesse Azurine
- Bleuette Bernon : la fée Aurora
- Émile Durafour : la sorcière